# Francia ai Giochi della XXIV Olimpiade
La Francia partecipò ai Giochi della XXIV Olimpiade, svoltisi a Seul, Corea del Sud, dal 17 settembre al 2 ottobre 1988, con una delegazione di 266 atleti impegnati in ventitré discipline.

## Risultati

### Pallanuoto
| Atleta | Classifica |                    |
| --- | --- | ------------------ |
| V · D · M Nazionale maschile francese di pallanuoto · Giochi olimpici - Seul 1988 1 Bouet · 2 Brisfer · 3 Ma. Crousillat · 4 Garsau · 5 Boyadjian · 6 Hervé · 7 Idoux · 8 Alimondo · 9 Mi. Crousillat · 10 Marischael · 11 Jeleff · 12 Perot · 13 Volpi · CT : Jean-Paul Clemençon | 10° |                    |
| Nazionale maschile francese di pallanuoto · Giochi olimpici - Seul 1988 | |                    |
| 1 Bouet · 2 Brisfer · 3 Ma. Crousillat · 4 Garsau · 5 Boyadjian · 6 Hervé · 7 Idoux · 8 Alimondo · 9 Mi. Crousillat · 10 Marischael · 11 Jeleff · 12 Perot · 13 Volpi · CT: Jean-Paul Clemençon                                                                                    | 1 Bouet · 2 Brisfer · 3 Ma. Crousillat · 4 Garsau · 5 Boyadjian · 6 Hervé · 7 Idoux · 8 Alimondo · 9 Mi. Crousillat · 10 Marischael · 11 Jeleff · 12 Perot · 13 Volpi · CT: Jean-Paul Clemençon | Francia (bandiera) |